# Автошлях Т 1316
Автошля́х Т 1316 — автомобільний шлях територіального значення в Луганській області. Проходить територією Алчевського та Сіверськодонецького районів через Сокологірськ — Золоте — Гірське. Загальна довжина — 13,3 км.

## Маршрут
Автошлях проходить через такі населені пункти:
| Автошлях Т 1316          |     |
| Луганська область        |     |
| Алчевський район         |     |
| Сокологірськ             | Н32 |
| Сіверськодонецький район |     |
| Золоте                   |     |
| Гірське                  |     |